# Schweikert
De Schweikert is een 2879 meter (volgens andere bronnen 2881 meter) hoge berg in de Kaunergrat in de Ötztaler Alpen in het Oostenrijkse Tirol.
De eerste beklimmers van de berg zijn niet bekend. S. Simon documenteerde de eerste toeristische beklimming van de berg in 1893. Een klim naar de tocht voert in twee tot drie uur vanaf de Verpeilhütte over de zuidoostelijke rug van de berg naar de top. Deze tocht kent een moeilijkheidsgraad van I. Vanaf de Verpeilalm loopt ook een route naar de noordwestelijke graat van de berg. Over de zogenaamde Gsallgratl kan dan naar de top worden geklommen (III-IV). Ook is er een sportklimroute, de Wiesa Jaggl.